# Fürstenberg-Heiligenberg

Armas de Fürstenberg-Heiligenberg.

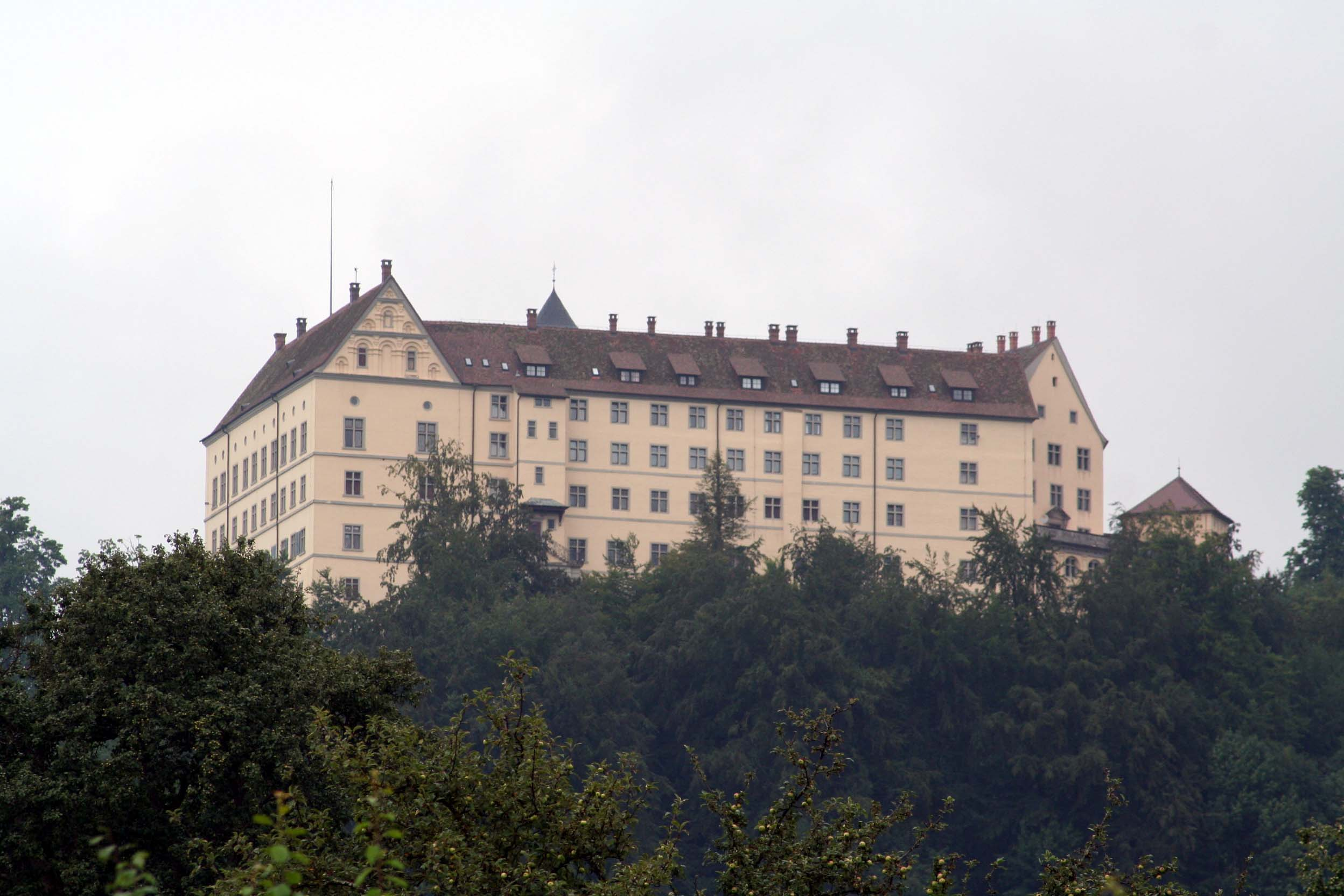
Palacio de Heiligenberg

Fürstenberg-Heiligenberg fue un condado del sur de Baden-Württemberg, Alemania, localizado en el territorio histórico de Heiligenberg. Fue creado como una partición de Fürstenberg-Baar en 1559, y sufrió una partición: entre él mismo y Fürstenberg-Donaueichingen en 1617. Fürstenberg-Heiligenberg fue elevado a Principado en 1664, heredó Fürstenberg-Donaueichingen en 1698, y fue heredado por los Condes de Fürstenberg-Fürstenberg en 1716 tras la extinción de su rama.

## Condes de Fürstenberg-Heiligenberg (1559-1664)
- Joaquín (1559-1598)[1]
- Federico IV (1598-1617)[2]
- Guillermo II (1617-1618)
- Egon VIII (1618-1635)[3]
- cogobernantes
  - Ernesto Egon (1635-1652) con...
  - Fernando Federico Egon (1635-1664) con...
  - Herman Egon (1635-1664)

## Príncipes de Fürstenberg-Heiligenberg (1664-1716)
- Herman Egon (1664-1674)
- Anton Egon (1674-1716)

Los hermanos de Herman Egon, Francisco Egon, Guillermo Egon y Fernando Federico Egon también fueron Príncipes titulares de Fürstenberg-Heiligenberg aunque, no obstante, nunca gobernaron un principado.